# 戸石村
戸石村（といしむら）は、長崎県北高来郡にあった村。1955年（昭和30年）に北隣の古賀村および西隣の西彼杵郡矢上村と合併し、東長崎町となった。
現在の長崎市東長崎地区の南東部にあたる。

## 地理
- 山：行仙岳、普賢岳、船石岳、松尾岳
- 島嶼：牧島
- 河川：戸石川
- 港湾：千々石湾（橘湾）

## 歴史

### 村名の由来
『戸石村郷土誌』（1918年）によると、戸石の名前の由来には2つの説がある。
- 木や石があったから「木石」と呼ばれ、そこから転じて戸石となった。
- 砥石が出たから「砥石」と呼ばれ、そこから転じて戸石となった。

### 年表
- 1889年（明治22年）4月1日 - 町村制施行により、北高来郡戸石村が単独村制にて発足。
- 1945年（昭和20年）8月9日 - 長崎市松山町に投下された原爆により、村内1,520人負傷。[2]
- 1955年（昭和30年）2月11日 - 北高来郡古賀村・西彼杵郡矢上村と合併し町制施行。東長崎町が発足し、戸石村は自治体として消滅。
- 1963年（昭和38年）4月20日 - 旧戸石村域を含む東長崎町が長崎市に編入合併される。

## 地名
名を行政区域とする。戸石村は1889年の町村制施行時に単独で自治体として発足したため、大字は無し。
- 上戸石名
- 川内名
- 里名
- 牧島名

## 村長
- 中島徳馬[3]
- 南川三平[4]
- 大久保海蔵[5]
- 井田寛三[6]
- 中島守善[7]
- 元永繁雄[8]

## 交通

### 航路
1948年から1960年まで、矢上から戸石・小浜を経由して加津佐へ向かう航路があった。

## 家畜
1932年（昭和7年）時点では、馬7頭が飼育されており、すべて農業支援用であった。

## 施設
- 戸石村立戸石小学校

## 名所・旧跡
- 曲崎古墳群[10]